# Вінні та Хобоступ
«Вінні та Хобоступ» (англ. Pooh's Heffalump Movie) — американський мультфільм студії Волт Дісней, що був створений за мотивами творів Алана Мілна про Вінні Пуха.
Його прем'єра відбулася 11 лютого 2005 року. Бюджет мультфільму становив $20 мільйонів, у кінотеатрах США він зібрав $18 098 433, а в решті світу $34 760 000, всього $52 858 433.
Режисером виступив Френк Ніссен. Ролі озвучували: Джим Каммінгс, Джон Фідлер, Нікіта Хопкінз, Кет Саусі, Пітер Каллен та ін.

## Український дубляж
- Дмитро Завадський — Вінні Пух
- Юрій Коваленко — Тигрик, Ховрашок
- Євген Малуха — Поросятко
- Микола Луценко — Кролик
- Олександр Ігнатуша — Віслючок
- Лариса Руснак — Кенґа
- Співачка Юлія Горюнова - Пісні у виконанні

Фільм дубльовано компанією «Невафільм Україна» на замовлення «Disney Character Voices International» у 2007 році[неавторитетне джерело].